# Перссон, Юаким (футболист, 2002)
Юаким Биргер Перссон (швед. Joakim Birger Persson; род. 3 апреля 2002) — шведский футболист, нападающий клуба «Сириус» и сборной Швеции.

## Клубная карьера
Начинал заниматься футболом в клубе «Утбюнес» в шестилетнем возрасте. Затем перешёл в «Римбу», в составе которого выступал за детские и юношеские команды. За вторую команду клуба играл в шестом дивизионе Швеции. 13 мая 2017 года дебютировал в основном составе в матче четвёртого дивизиона против «Уппсала-Курд», появившись на поле в самом конце встречи. В общей сложности за два года выступлений Перссон принял участие в 18 матчах, в которых забил 9 мячей.
В 2018 году перешёл в академию «Сириуса», где выступал за различные юношеские команды. 19 октября 2019 года дебютировал в составе клуба в чемпионате Швеции в матче против «Эстерсунда», когда на 83-й минуте встречи вышел на поле вместо Элиаса Андерссона. 28 ноября подписал первый профессиональный контракт с клубом, рассчитанный на три года.
В августе 2020 года был отправлен в аренду до конца сезона в «Лулео», выступающий в первом дивизионе. Первую игру за новый клуб провёл 23 августа против «Тебю», выйдя в стартовом составе и проведя на поле все 90 минут, не отметившись результативными действиями. 6 сентября во встрече с «Сандвикеном» на 54-й минуте вывел свою команду вперёд в счёте, однако, матч завершился вничью 2:2. В общей сложности за время аренды Юаким принял участие в 10 встречах и отличился 4 раза.
По окончании аренды вернулся в «Сириус». 11 ноября 2020 года в матче второго раунда кубка Швеции забил свой первый гол за команду, отличившись на 31-й минуте в ворота «Броммапойкарны».
15 июля 2021 года подписал новый контракт с «Сириусом» до конца 2024 года, после чего был отправлен в аренду на полгода в «Браге», представляющий Суперэттан. Через два дня дебютировал в лиге в матче с ГАИС, войдя в игру в компенсированное ко второму тайму время вместо Бьядни Антонссона.

## Клубная статистика
| Выступление      | Выступление      | Выступление      | Лига | Лига | Кубки | Кубки | Конт. кубки | Конт. кубки | Итого | Итого |
| Клуб             | Лига             | Сезон            | Игры | Голы | Игры  | Голы  | Игры        | Голы        | Игры  | Голы  |
| ---------------- | ---------------- | ---------------- | ---- | ---- | ----- | ----- | ----------- | ----------- | ----- | ----- |
| Римбу            | Дивизион 4       | 2017             | 4    | 3    | 0     | 0     | 0           | 0           | 4     | 3     |
| Римбу            | Дивизион 4       | 2028             | 14   | 6    | 0     | 0     | 0           | 0           | 14    | 6     |
| Римбу            | Итого            | Итого            | 18   | 9    | 0     | 0     | 0           | 0           | 18    | 9     |
| Сириус           | Аллсвенскан      | 2019             | 2    | 0    | 0     | 0     | 0           | 0           | 2     | 0     |
| Сириус           | Аллсвенскан      | 2020             | 11   | 0    | 3     | 1     | 0           | 0           | 14    | 1     |
| Сириус           | Аллсвенскан      | 2021             | 3    | 0    | 2     | 0     | 0           | 0           | 5     | 0     |
| Сириус           | Итого            | Итого            | 16   | 0    | 5     | 1     | 0           | 0           | 21    | 1     |
| Лулео            | Дивизион 1       | 2020             | 10   | 4    | 0     | 0     | 0           | 0           | 10    | 4     |
| Лулео            | Итого            | Итого            | 10   | 4    | 0     | 0     | 0           | 0           | 10    | 4     |
| Браге            | Суперэттан       | 2021             | 17   | 3    | 0     | 0     | 0           | 0           | 17    | 3     |
| Браге            | Суперэттан       | 2022             | 5    | 3    | 0     | 0     | 0           | 0           | 5     | 3     |
| Браге            | Итого            | Итого            | 22   | 6    | 0     | 0     | 0           | 0           | 22    | 6     |
| Всего за карьеру | Всего за карьеру | Всего за карьеру | 66   | 19   | 5     | 1     | 0           | 0           | 71    | 20    |